# Bireta longivitta
Bireta longivitta är en fjärilsart som beskrevs av Walker 1856. Bireta longivitta ingår i släktet Bireta och familjen tandspinnare. Inga underarter finns listade i Catalogue of Life.